# Il dilemma del dottore (film)
Il dilemma del dottore (The Doctor's Dilemma) è un film britannico del 1958, diretto da Anthony Asquith.
Il film è basato sull'opera teatrale Il dilemma del dottore (1906) composta da George Bernard Shaw.